# Ziltwaterknoopwier
Ziltwaterknoopwier (Agarophyton vermiculophyllum) is een roodwier uit de klasse Florideophyceae. De wetenschappelijke naam van de soort werd voor het eerst in 1956 geldig gepubliceerd door Ohmi als Gracilariopsis vermiculophylla.

## Kenmerken
Ziltwaterknoopwier wordt 20 tot 30 cm hoog en is roodbruin tot bijna zwart van kleur. Het is sterk vertakt en groeit in een breed scala van leefgebieden over het hele wereldwijde verspreidingsgebied. Het groeit meestal gehecht aan harde substraten, zoals schelpen, stenen of kokerwormen, maar kan ook groeien als grote losse en drijvende matten. De effecten zijn breed en gevarieerd, in sommige leefgebieden vervangt het de inheemse algen- en zeegrasgemeenschappen. Maar in andere verhoogt het de complexiteit van het leefgebied, waardoor de diversiteit en overvloed aan ongewervelde dieren toeneemt.

## Verspreiding
De soort komt van oorsprong enkel in het noordwesten van de Grote Oceaan voor, met inbegrip van de kusten van Japan, Korea, China en Vietnam. Hij heeft zich door middel van aquacultuur (transport van Japanse oesters) verspreid naar Europa en naar zowel de oost- als westkust van Noord-Amerika. Ziltwaterknoopwier verkiest beschutte estuaria en ondiepe baaien als favoriet leefgebied. Het komt zowel losliggend voor op zandige en modderige bodems als vastliggend op harde substraten.